# Julius Dahlöf
Julius Dahlöf, född 31 mars 1871, död 28 oktober 1913, var en svensk-amerikansk kompositör. Dahlöf föddes i Sverige, men var verksam i Norge och USA som organist och sångledare. Han finns representerad i Den svenska psalmboken 1986 med tonsättningen till ett verk (nr 212).

## Körverk
- Och jag såg en ny himmel

## Psalmer
- Långt bortom rymder vida, nr 212 i Den svenska psalmboken 1986 tonsatt 1906 till Augusta Lönborgs text från 1895.
- Åt en konung av hjärtat text och musik. Nr 12 i Tempeltoner